# Nadrovina
Nadrovinou se v geometrii rozumí pro daný prostor (nejčastěji eukleidovský, ale také afinní, vektorový nebo projektivní) dimenze n jakýkoliv jeho podprostor dimenze n−1.
V rovině je tedy nadrovinou každá přímka a v třírozměrném prostoru je nadrovinou každá rovina. V eukleidovském prostoru platí, že nadrovina prostor dělí na dva poloprostory.

## Obecná rovnice nadroviny
Platí, že nadrovinu nrozměrného prostoru lze popsat jedinou lineární rovnicí o n neznámých ve tvaru
{\displaystyle a_{1}x_{1}+a_{2}x_{2}+\cdots +a_{n}x_{n}=b}.
V případě přímky v rovině se jedná o takzvanou obecnou rovnici přímky:
{\displaystyle a_{1}x_{1}+a_{2}x_{2}=b}
která se obvykle zapisuje se souřadnicemi značenými {\displaystyle x,y} a koeficienty značenými {\displaystyle a,b,c}, konkrétně
{\displaystyle ax+by+c=0}
V případě roviny v třírozměrném prostoru se jedná o takzvanou obecnou rovnici roviny
{\displaystyle a_{1}x_{1}+a_{2}x_{2}+a_{3}x_{3}=b}
která se obvykle zapisuje se souřadnicemi značenými {\displaystyle x,y,z} a koeficienty značenými {\displaystyle a,b,c,d}, konkrétně
{\displaystyle ax+by+cz+d=0}